# تخريج أحاديث فضائل الشام ودمشق
تخريج أحاديث فضائل الشام ودمشق هو كتاب من كتب الحديث ألفه محمد ناصر الدين الألباني طبعه المكتب الإسلامي في بيروت عدة طبعات. حقق فيه الألباني الأحاديث الواردة في كتاب فضائل الشام ودمشق لمؤلفه أبو الحسن الربعي وهذه الأحاديث عن فضل بلاد الشام عامة وعن فضل مدينة دمشق خاصة.

## تعريف بالكتاب
يشمل كتاب فضائل الشام ودمشق للحافظ أبو الحسن الربعي على 119 خبرا بعضها أحاديث مرفوعة وبعضها آثار عن الصحابة وبعضها إسرائيليات فقام الشيخ الألباني بتخريج هذه الأخبار وتحقيقها حتى يميز الصحيح عن غير الصحيح. وفي نهاية الكتاب ملحق صغير بعنوان مناقب الشام وأهله لشيخ الإسلام ابن تيمية.

## أهم الأحاديث الصحيحة
- يا طوبى للشام ! يا طوبى للشام ! يا طوبى للشام ! ، قالوا يا رسول الله وبم ذلك ؟ قال : تلك ملائكة الله باسطو أجنحتها على الشام.
- يوم الملحمة الكبرى فسطاط المسلمين بأرض يقال لها الغوطة فيها مدينة يقال لها دمشق خير منازل المسلمين يومئذ.
- الشام أرض المحشر والمنشر.
- إني رأيت عمود الكتاب انتزع من تحت وسادتي فنظرت فإذا هو نور ساطع عمد به إلى الشام، ألا إن الإيمان إذا وقعت الفتن بالشام.

## روايات غير صحيحة
قال الألباني عن الروايات التي تتحدث عن فضل الصلاة في جبل قاسيون والدعاء فيه وعن فضل المغارة التي يقال أن فيها دم قابيل و عن مقام يقال أنه لإبراهيم عليه السلام فجميع هذه الروايات والأخبار غير ثابتة ولا يصح فيها شيء في هذا الكتاب أو في غيره.

## مناقب الشام وأهله
هو ملحق صغير في نهاية الكتاب لشيخ الإسلام ابن تيمية يتحدث فيه عن مناقب بلاد الشام وبركتها وفضل أهلها استخدم ابن تيمية هذه المناقب ليحث جيش المسلمين أن يواجهوا التتار في الشام ولا يتراجعوا إلى مصر وهذا ما كان وانتصر المسلمون في معركة شقحب الشهيرة.

## وصلات خارجية
- المكتبة الشاملة: كتاب تخريج أحاديث فضائل الشام ودمشق.